# Hof Uhlberg
Hof Uhlberg ist eine Kleinsiedlung in der Gemarkung der Kernstadt Grünsfeld im Main-Tauber-Kreis in Baden-Württemberg.

## Geographie

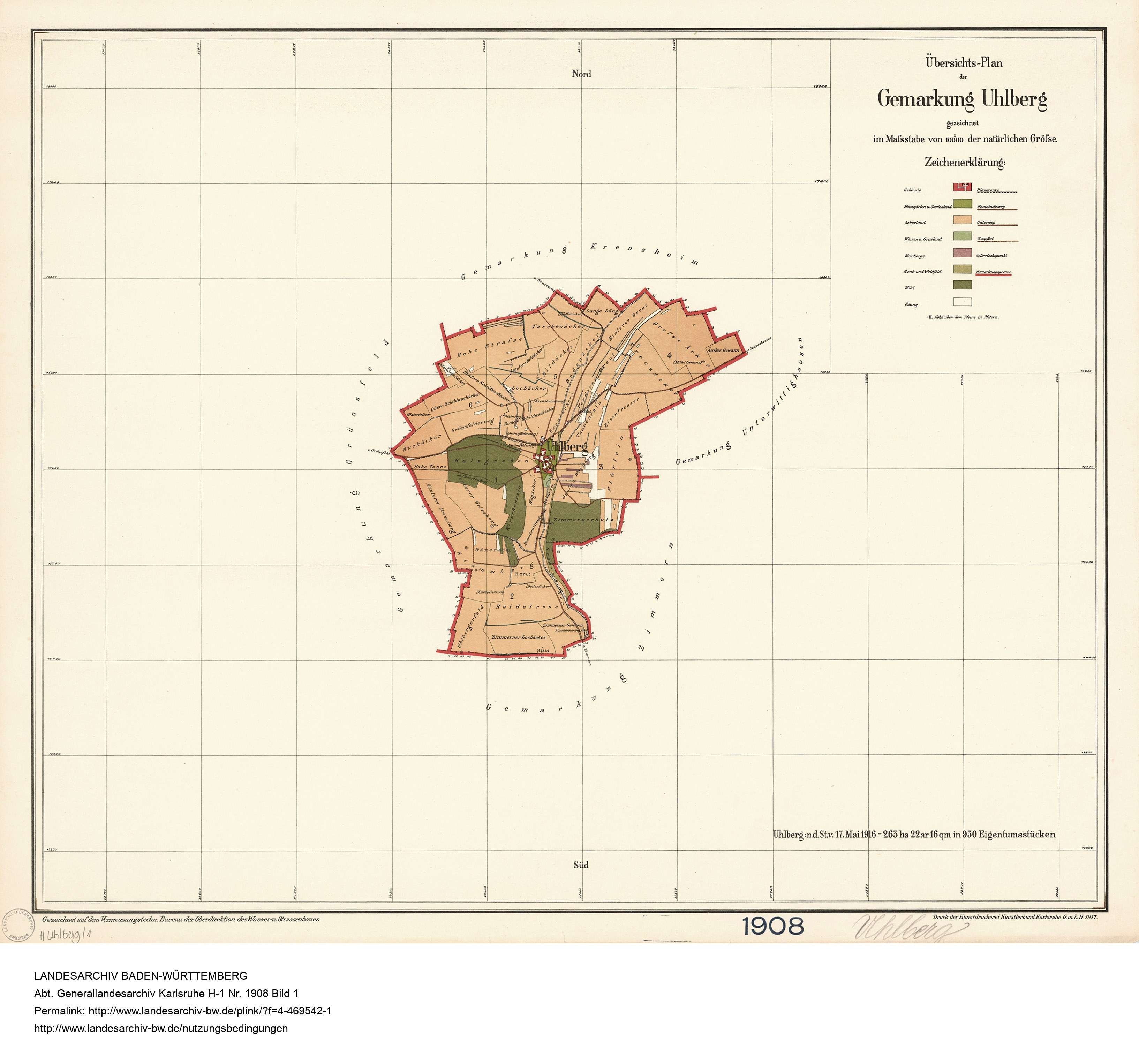
Die bis 1924 eigenständige Gemarkung Hof Uhlbergs

Hof Uhlberg liegt etwa drei Kilometer nordwestlich der Stadt Grünsfeld und zwei Kilometer südlich des Stadtteils Krensheim. Der namensgebende Uhlberger Graben verläuft durch das Dorf, bevor er nach etwa drei Kilometern im Stadtteil Zimmern in den Wittigbach mündet.

## Geschichte

### Mittelalter
Die Kleinsiedlung Hof Uhlberg entstand wohl erst im Hochmittelalter. Im Jahre 1244 wurde der Grünsfelder Nebenort Hof Uhlberg erstmals urkundlich als Ulberk erwähnt.

### Neuzeit
Im Jahre 1924 wurde die eigene Gemarkung Hof Uhlbergs aufgehoben und zu Grünsfeld eingegliedert. Auf dem Messtischblatt Nr. 6324 „Grünsfeld“ von 1932 wurde der Ort als Uhlberg bezeichnet und es befanden sich etwa 20 Gebäude sowie eine Kapelle vor Ort.

## Kultur und Sehenswürdigkeiten

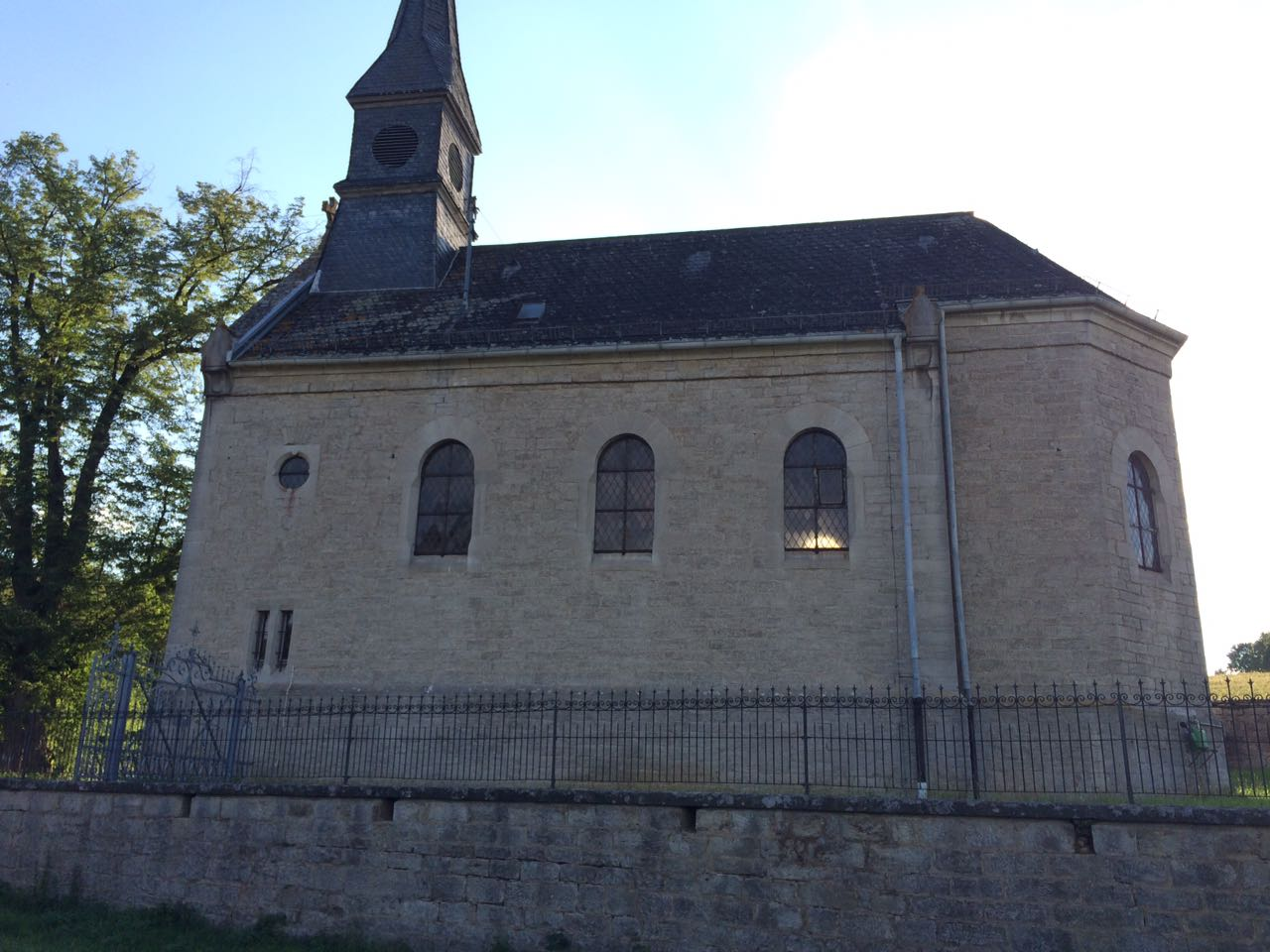
Die Marienkapelle in Hof Uhlberg (2017)

Siehe auch: Liste der Kulturdenkmale in Hof Uhlberg

### Marienkapelle
In der Kleinsiedlung Hof Uhlberg befindet sich die Marienkapelle. Dabei handelt es sich um einen Quaderbau mit Dachreiter und polygonalem Abschluss aus dem Jahre 1886.

### Bildstöcke
Um die Kleinsiedlung befinden sich drei Bildstöcke aus dem 17. und 18. Jahrhundert.